# Согласие (Смоленская область)
Согла́сие — деревня в Угранском районе Смоленской области России. Входит в состав Вёшковского сельского поселения.
Население — 12 жителей (2007 год).
Расположена в юго-восточной части области в 19 км к северо-востоку от Угры, в 1,5 км южнее автодороги Р132 Вязьма — Калуга — Тула — Рязань, на берегу реки Волоста. В 9 км северо-западнее от деревни находится железнодорожная станция Волоста-Пятница на линии Торжок-Брянск.

## История
В годы Великой Отечественной войны деревня была оккупирована гитлеровскими войсками в октябре 1941 года, освобождена в марте 1943 года.